# Allain Leprest
 (mars 2022).
 (avril 2024).
La mise en forme du texte ne suit pas les recommandations de Wikipédia : il faut le « wikifier ».
Les points d'amélioration suivants sont les cas les plus fréquents. Le détail des points à revoir est peut-être précisé sur la page de discussion.
- Les titres sont pré-formatés par le logiciel. Ils ne sont ni en capitales, ni en gras.
- Le texte ne doit pas être écrit en capitales (les noms de famille non plus), ni en gras, ni en italique, ni en « petit »…
- Le gras n'est utilisé que pour surligner le titre de l'article dans l'introduction, une seule fois.
- L'italique est rarement utilisé : mots en langue étrangère, titres d'œuvres, noms de bateaux, etc.
- Les citations ne sont pas en italique mais en corps de texte normal. Elles sont entourées par des guillemets français : « et ».
- Les listes à puces sont à éviter, des paragraphes rédigés étant largement préférés. Les tableaux sont à réserver à la présentation de données structurées (résultats, etc.).
- Les appels de note de bas de page (petits chiffres en exposant, introduits par l'outil «  Source ») sont à placer entre la fin de phrase et le point final[comme ça].
- Les liens internes (vers d'autres articles de Wikipédia) sont à choisir avec parcimonie. Créez des liens vers des articles approfondissant le sujet. Les termes génériques sans rapport avec le sujet sont à éviter, ainsi que les répétitions de liens vers un même terme.
- Les liens externes sont à placer uniquement dans une section « Liens externes », à la fin de l'article. Ces liens sont à choisir avec parcimonie suivant les règles définies. Si un lien sert de source à l'article, son insertion dans le texte est à faire par les notes de bas de page.
- La présentation des références doit suivre les conventions bibliographiques. Il est recommandé d'utiliser les modèles {{Ouvrage}}, {{Chapitre}}, {{Article}}, {{Lien web}} et/ou {{Bibliographie}}. Le mode d'édition visuel peut mettre en forme automatiquement les références.
- Insérer une infobox (cadre d'informations à droite) n'est pas obligatoire pour parachever la mise en page.

Pour une aide détaillée, merci de consulter Aide:Wikification.
Si vous pensez que ces points ont été résolus, vous pouvez retirer ce bandeau et améliorer la mise en forme d'un autre article.
Allain Leprest [ləpʁɛst], né le 3 juin 1954 à Lestre (Manche) et mort le 15 août 2011 à Antraigues-sur-Volane (Ardèche), est un poète-parolier et chanteur français.

## Biographie

### Famille et débuts
Né dans le Cotentin, dans une famille modeste (père charpentier-menuisier, mère au foyer) où l'on aimait la chanson, Allain Leprest passe son enfance en Seine-Maritime, à Mont-Saint-Aignan, « près de Rouen », comme il le chante dans ses deux chansons au même titre. C'est une enfance heureuse, mais tumultueuse aux côtés de son frère Georges (« Jojo »), de deux ans son aîné, et de sa sœur Pierrette à laquelle il rend hommage dans la chanson Bilou.
À l'école, il prépare un CAP de peintre en bâtiment essentiellement pour rassurer ses parents, car il sait déjà qu'il se destine à la chanson. Dès son adolescence, il écrit des textes et s'essaye à jouer de la guitare avec son ami Jean-Paul Lainé qui lui présente Henry Dubos, chanteur de Haute-Normandie. Il abandonne très vite la guitare, écrit ses chansons chez Henry Dubos qui les met en musique, en chante quelques-unes : La Retraite, C'est rien, Le Québec, Doudou Vava.
Il commence à chanter dans les années 1970 dans des petits lieux de Normandie, Centre Malivoire de Canteleu (en première partie de son ami Henry), puis notamment dans le café-concert Le Bateau ivre à Rouen, entouré de ses amis Didier Dervaux, Fabrice Plaquevent, Jean-Luc Guillotin, Étienne Goupil, Manuel Gipouloux, Patrick Hangard et Martine Vépierre, sa première compagne.
Au début de sa carrière, il exerce divers métiers comme travailleur social ou agent d'entretien.

### Paris et Ivry
À vingt-sept ans, il se décide à quitter la Normandie pour la capitale, dans l'espoir de devenir parolier. Ne trouvant pas d'interprète pour ses chansons, il les chante lui-même à l'occasion de débuts dans des conditions difficiles, notamment au Caveau de la Bolée dans le quartier Saint-Germain-des-Prés. Il est hébergé, avec sa compagne Sally et ses deux enfants, par un couple d'amis d'origine rouennaise dans un deux-pièces du 15e arrondissement. Parallèlement, il publie en 1981 un ouvrage de poésie intitulé Tralahurlette (préfacé par Henri Tachan).
Mais c'est à Ivry-sur-Seine, où il arrive grâce à son ami Jean Ferrat, qu'il va vivre l'essentiel de sa vie, familiale et artistique. Avec Ferrat, il va écrire notamment pour Juliette Greco. D'autres artistes, comme Claude Nougaro, Jacques Higelin ou Clarika interprètent ses chansons.
Il est repéré par la profession lors du Printemps de Bourges 1985. Il rencontre durant cette décennie le compositeur Romain Didier, qui mettra de très nombreux de ses textes en musique. Il tourne partout en France dans de nombreuses petites salles qu'il n'abandonnera jamais durant toute sa carrière, acceptant spontanément et généreusement d'« essuyer les plâtres » d'une première édition d'un festival ou d'un nouveau lieu de spectacle vivant.
En 1986, il écrit plusieurs chansons sur des musiques de Romain Didier pour l'album Vague à l'homme d'Isabelle Aubret (Grand prix du disque 1987 de l'Académie Charles-Cros) dont Sa Montagne en honneur à Jean Ferrat.

### De Saravah à l'Olympia

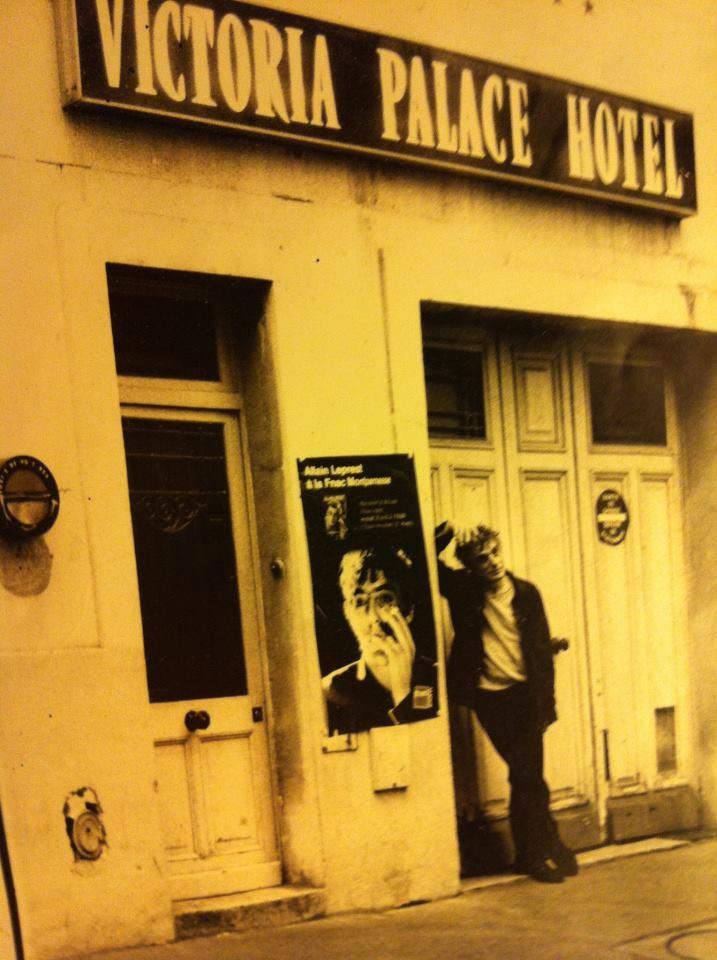
Allain Leprest, à Paris, en 2003.

Allain Leprest fait ensuite un bout de chemin avec Saravah, la plus ancienne maison française de production musicale en activité, créée par Pierre Barouh. Deux albums studio sortent de cette collaboration. En 1992 tout d'abord, Leprest et Richard Galliano collaborent pour un album, Voce a mano. Minimaliste, l'album repose sur le concept « une voix, un accordéon » et est enregistré en prise directe, sans filet. Le talent et la personnalité de Leprest transparaissent dans chacune des chansons, notamment sur La Gitane et le dernier titre, C'est peut-être, point d'orgue de l'album.
Fidèle à Ivry, Allain Leprest est l'un des premiers invités de Leïla Cukierman qui a créé les « résidences chanson » au théâtre Antoine-Vitez d'Ivry, qui donnent une place centrale à la chanson.
En 1994, nouvel opus, 4e album avec, entre autres, Sur les pointes, Il pleut sur la mer. Ce dernier titre donne son nom à l'album de l'année suivante, témoin de son passage à l'Olympia. Il est alors accompagné par Jean-Louis Beydon au piano, Pascal Le Pennec à l'accordéon, et Olivier Moret à la contrebasse. Le tour de chant débute par Je viens vous voir qui s'achève sur ces mots : « C'est pour l'amour, pas pour la gloire, je viens vous voir… » Le livret de ce livre-disque de 60 pages est illustré par le photographe Manuel Gipouloux. Parallèlement, Leprest écrit des textes pour d'autres artistes comme Juliette Gréco (Le Pull-over), Francesca Solleville ou Enzo Enzo.
En 1999, il coécrit avec Loïc Lantoine les paroles de l'album Les Ailes de Jehan de Jehan.
En 2005, il rejoint le label Tacet de Didier Pascalis qui produit Donne-moi de mes nouvelles puis les deux albums Chez Leprest, hommage de ses amis auteurs et chanteurs, où participent Michel Fugain, La Rue Kétanou, Olivia Ruiz, Daniel Lavoie et Salvatore Adamo. Lors de la sortie des albums sont organisées, pour le premier, en mars 2007, une soirée au Bataclan et, pour le second, en 2008, une soirée au Casino de Paris. Cantate pour un cœur bleu, ode à la Méditerranée sur des musiques de Romain Didier avec Enzo Enzo, Romain Didier et Jean-Louis Trintignant, sort la même année.
Le dernier album, Quand auront fondu les banquises, arrive en 2009. Été 2011, un Leprest symphonique est en cours de réalisation lorsque son auteur-interprète se suicide. Les chansons qu'il n'a pas enregistrées sont gravées par Enzo Enzo, Kent, Sanseverino, Christophe, Daniel Lavoie et Romain Didier sous la direction musicale de ce dernier. L'album sort fin 2011.
Allain Leprest a semé des textes durant toute sa vie.
Début 2010, il rencontre Richard Bauduin, un jeune compositeur, originaire d'Amiens, qui a mis en musique quelques textes d'Allain Leprest.
C'est ainsi qu'après son décès sortent encore des albums contenant des textes mis en musique avant ou après 2011. C'est le cas pour l'album Claire Elzière chante Leprest contenant dix chansons inédites et quatre reprises (sortie août 2014) et pour l'album de Jean Guidoni Paris-Milan sorti à l'automne 2014.

### Le dos tourné à la notoriété, le talent d'un«Rimbaud à voix de clope»
Allain Leprest n'a pas bénéficié d'une large reconnaissance des médias télévisés, même s'il est passé à plusieurs reprises dans les émissions de Pascal Sevran ainsi que dans l'émission Des mots de minuit de Philippe Lefait. En revanche, dès ses débuts, il a été très régulièrement invité à la radio par Jean-Louis Foulquier dans son émission Pollen, et par Isabelle Dhordain dans Le Pont des artistes (France Inter). Il est également très souvent question de lui sur France Culture dans les émissions de Philippe Meyer ou d'Hélène Hazéra. C'est cette dernière, ardente défenseuse d'Allain Leprest, qui a imposé au journal Libération de lui consacrer en 1998 la rubrique « Portrait » en quatrième de couverture.

Méconnu du grand public, Leprest est reconnu et admiré par ses pairs et par ses aînés, dont Jean Ferrat, Juliette Gréco, Henri Salvador, Francesca Solleville, Anne Sylvestre, Claude Nougaro. Ce dernier a dit de lui : 

« C'est bien simple, je considère Allain Leprest comme un des plus foudroyants auteurs de chansons que j'ai entendus au ciel de la chanson française. »

Allain Leprest aura été un auteur prolifique avec plus de 1 000 chansons écrites, mais beaucoup moins d'éditées : seules 369 de ses œuvres sont répertoriées à la Sacem. Il « offrait » et égarait beaucoup de textes. Par exemple, le texte d'une de ses chansons, La Fille du milicien (musique d'Eddy Schaff), qu'on a cru perdu durant de longues années, a été retrouvé après sa mort.
Leprest est l'auteur de toutes les chansons qu'il a interprétées et enregistrées à l'exception de trois titres : Le P'tit Ivry de Manu Lods, Joyeux Noël de Rémy Tarrier et Melocoton, écrite et interprétée par Colette Magny en 1963.

### Vie privée
Allain Leprest a eu deux enfants, Mathieu et Fantine, avec son ex-femme Sally Diallo, d'origine sénégalo-mauritanienne, qu'il a rencontrée à la fin des années 1970 à la fête de l'Humanité. Il a écrit de nombreuses chansons en hommage à sa compagne (Ma puce, Amoureux, La Courneuve, On leur dira…).

### Engagement politique
Élevé par un père rétif à la hiérarchie et une mère catholique, Allain Leprest choisit de devenir membre du PCF. Mais il est peu enclin au jugement moral en art et son propre engagement politique ne l'empêche nullement de rendre par exemple hommage à l'amateur de bicyclette que fut Antoine Blondin, pourtant politiquement plus proche de la droite, dans une chanson portant le nom de celui-ci.
Il a participé, lors de la fête de l'Humanité 2010, à l'hommage rendu à Jean Ferrat ainsi qu'à l'inauguration, en 2011, de la place portant son nom à Ivry-sur-Seine.

### Décès
En juillet 2011, il participe à Antraigues-sur-Volane (Ardèche), le village dans lequel Jean Ferrat s’était installé en 1964, à un festival en hommage à son ami et mentor. Il devait sortir un nouvel album et se produire à la Cigale, mais, atteint d’un cancer du poumon métastasé au cerveau, il se suicide le 15 août 2011,.
Le 23 août 2011, il est, selon son souhait, inhumé au cimetière nouveau d'Ivry-sur-Seine, dit « cimetière Monmousseau ».
Quelques jours avant son suicide, Allain Leprest a transmis à Francesca Solleville un texte intitulé Des impairs pour un impair qu'il lui a fait promettre de chanter. Francesca Solleville en a cité quelques mots à l'occasion de ses funérailles : « ni épitaphe, ni rature, saluez les morts d'amour ». Cette chanson figure dans le disque La Promesse à Nonna (2012).

## Style et entourage
Jean d'Ormesson l'a comparé à un « Rimbaud du XXe siècle ».
Comparé également à Jacques Brel, il écrit et interprète ses propres chansons, souvent mises en musique par Romain Didier, mais aussi par Étienne Goupil, Gérard Pierron, Richard Galliano, Luis Sylvestre Ramos, Jean Ferrat, François Lemonnier, Nathalie Miravette, Michel Précastelli, Daniel Lavoie, et d'autres.
Allain Leprest est accompagné pendant près de dix ans par le pianiste Jean-Louis Beydon. Il sillonne la France, mais se produit également au-delà des frontières de l'hexagone. Il est ensuite accompagné au piano par Nathalie Miravette, de 2000 à 2011, ou par Léo Nissim, de 2004 à 2011.
Il est l'ami fidèle et le porte-parole d'un véritable vivier d'artistes ivriens et d'ailleurs : Christian Paccoud, Jehan, Stéphane Cadé, Loïc Lantoine, Florent Vintrigné, Yannick Delaunay, Jacques Wrez, Christohe Gracien, Pascal Garry, Philippe Forcioli, Alain Aurenche, Émile Sotocca, qu'il aimait retrouver dans les petits bars et autres lieux de spectacles populaires d'Ivry, de Paris (Le Picardie, Le Connétable, L'Annexe ou Le Limonaire) et de la France entière. Tous ces petits lieux particulièrement affectionnés par l'artiste, et dont il s'imprégnait volontiers pour en retranscrire toute l'atmosphère, féconderont ses écrits.
Disponible et attentif envers son semblable (ami, copain de passage, voisin), il n'hésitait pas à griffonner un dessin humoristique sur le bord d'une nappe en papier ou sur un carton de paquet de cigarettes qu'il offrait ensuite généreusement accompagné d'un clin d'œil ou d'une bonne blague. À l'exemple de ces milliers d'autographes offerts à son public — toujours personnalisés — souvent ornés du dessin d'une main représentée par une colombe.

## Thèmes de prédilection
Trois thèmes souvent imbriqués, qui font surface dans presque chacun de ses textes, sont au cœur de l'œuvre de Leprest : l'enfance (La Gitane, J'étais un gamin laid, Good bye Gagarine, Nu, etc.), l'amour (Sur les pointes, Arrose les fleurs, Une valse pour rien, On leur dira, etc.) et les gens simples parfois marginalisés (La Dame du dixième, Je viens vous voir, SDF, etc.). Il en résulte des textes d'une grande poésie, à la fois très personnels et très réalistes, souvent organisés autour de la narration d'une histoire quotidienne au caractère parfois mélancolique ou nostalgique. Cependant, Leprest a toujours assuré que chacun de ses textes, fût-il sombre, ouvre la porte au bonheur.
Leprest a également été le chanteur de la Normandie, région dans laquelle il situe ou sur laquelle il a écrit une foule de chansons (Rouen, Mont-Saint-Aignan, Y a rien qui s'passe, Saint Max, Martainville, Le Cotentin, Il pleut sur la mer, Le Passous-Cotentin…). Beaucoup d'autres de ses chansons contiennent des allusions à cette région (Mon Zippo et Mec citent par exemple la ville de Dieppe tandis que Je viens vous voir évoque Honfleur). Le disque qu'il enregistre avec François Lemonnier en 2008 porte par ailleurs le titre explicite Parol' de manchot.

## Distinctions

### Décoration
- 2001 : Chevalier de l'ordre national du Mérite

### Prix
- 1985 : Révélation du Printemps de Bourges
- 1993 : Grand prix de l'Académie Charles-Cros[14] pour l'album Voce a mano
- 1993 : Prix spécial de la Sacem aux Francofolies de La Rochelle[3]
- 1996 : Prix Raoul-Breton de la Sacem
- 1999 : Grand prix national de la musique
- 2008 : Grand prix de l'Académie Charles-Cros pour l'ensemble de son œuvre[3]
- 2010 : Grand prix de poésie de la Sacem[11]

## Discographie

### Collaborations
- 1992 : Voce a mano, avec Richard Galliano.
- 1993: FOULQUIER. Neuf textes d'Allain interprétés par Jean-Louis Foulquier.
- 1996: Francilie. L'Ile de France en chansons avec Romain Didier et Sylvie Péquicho au chant.
- 1998 : Pantin Pantine[15], avec Romain Didier et Jean-Louis Trintignant (Le Chant du Monde).
- 2001 : Chez nous aut' à Wazemmes (L'Hymne à Wazemmes), paroles d’Allain Leprest et musique d’Omar Yagoubi, Gorgone Productions, Lille.
- 2005 : Des pépins et des pommes, album de Monsieur Poli, duo Allain Leprest/Monsieur Poli sur C'est peut être (Codaex).
- 2007: PAYSAME. Allain y interprète "Qu'a dit le feu qu'elle a dit l'eau". Chanson inédite à l'époque.
- 2007 : Chez Leprest, vol. 1[16], chansons reprises par Olivia Ruiz, Daniel Lavoie, Sanseverino, Michel Fugain, Nilda Fernandez, Jacques Higelin, Enzo Enzo, Loïc Lantoine, Hervé Vilard, Yves Jamait, Mon Côté Punk, Jean Guidoni, Jehan, Fantine Leprest, Agnès Bihl. Accompagné de Romain Didier au piano et d'autres musiciens comme le guitariste Thierry Garcia, Allain Leprest y fait deux apparitions.
- 2009 : Parol' de manchot, avec François Lemonnier (Le Chant du monde).
- 2009 : Chez Leprest, vol. 2, avec Anne Sylvestre, Amélie-les-Crayons, Adamo, Alexis HK, La Rue Kétanou, Isabelle Mayereau, Francesca Solleville, Gilbert Laffaille, Kent, Gérard Pierron, Claire-Lise, Flow, Gérard Morel, Bruno Putzulu, Clarika, Jean-Louis Foulquier, Romain Didier et Olivia Ruiz qui interprète la chanson qu'elle avait choisie pour le premier album (dans lequel elle chante Tout c'qui est dégueulasse a un joli nom).
- 2009 : Les Bourgeois (reprise de la chanson de Jacques Brel de 1962), accompagné par Jean Corti sur l'album Fiorina de Jean Corti (Mon slip).
- 2014 : Jean Guidoni enregistre des textes inédits d'Allain Leprest dans son album Paris-Milan (Tacet)[17].

## Filmographie

### Cinéma
- Allain Leprest - La machine à y croire (documentaire de 90 min, sortie prévue pour 2022[18]) En décembre 2007, au Théâtre du Renard (Paris), le cinéaste canadien Damian Pettigrew entame avec Leprest les premières prises de vue d’un long métrage documentaire sur la vie et l’œuvre du poète-chanteur. Le tournage devait se poursuivre jusqu'à fin 2011 ; l'hommage est fondé sur plus de 70 heures d’images tournées en quatre ans[19].

### Vidéo
- Allain Leprest, chanteur citoyen, un film de Caroline Anne Marthe (52 min, 2002), Quidam production[20]
- Connait-on encore Leprest ?, coffret 1 CD + 2 DVD (parution décembre 2012) : 
  - CD : sélection de chansons
  - DVD 1 : concert enregistré au Scarabée lors de sa dernière tournée
  - DVD 2 : la Sacem rend hommage à Allain Leprest
- Allain Leprest, l’oiseau bleu-granit, film de Philippe Troyon (15 min, 1994), Imaginem[21].

## Publications
- Tralahurlette (poèmes) (préf. Henri Tachan, ill. Alain-Michel Boucher), Rouen, François Creignou Éditeur, 1981.
- Allain Leprest : Chants du soir (62 textes) (préf. Antoine Sénanque), Montreuil-sous-Bois, Éditions Folie d'Encre, coll. « Fictions », 2008, 144 p. (ISBN 978-2-907337-51-9, présentation en ligne).

### Préface
- Michel Trihoreau, La Chanson de proximité : caveaux, cabarets et autres petits lieux, Paris, Éditions L'Harmattan, coll. « Cabaret », juillet 2010, 214 p. (ISBN 978-2-296-12451-6, présentation en ligne) .

## Hommages et évocations

### Chansons hommages
Plusieurs chansons se référant à Allain Leprest ont été écrites par ses collègues, notamment Un arbre, écrite par Bernard Joyet fin août 2011, mais aussi des chansons de Rémo Gary (Comme un lundi), d'Alain Léamauff (J'ai vu chanter Allain Leprest), d'Yves Paquelier (BalladAllain), de Loeiz Guillamot (À Leprest) interprétée par Olivier Trévidy.
En 2012, la chanteuse Juliette met en scène le groupe Entre 2 Caisses dans un spectacle musical intitulé Je hais les gosses, rendant hommage à Leprest.
Sur son album Piano-voix 2012, Hélène Grandsire lui rend hommage avec une chanson écrite par Jimmy Grandsire intitulée Nourri de vin d'orage.
En 2017, le chanteur Gauvain Sers lui consacre une chanson, Comme chez Leprest, et fait référence à lui dans sa chanson Pourvu (Pourvu qu'elle sache qui est Leprest).

### Lieux
La place située à deux pas de l'ancien Bateau ivre à Rouen a été rebaptisée « place Allain-Leprest » en 2017.
Il a aussi une allée à son nom à Ivry, à proximité de la place Jean-Ferrat.
A Mont-Saint-Aignan (76130), une voie du parc de la Saâne porte son nom.

### Évocations littéraires
Leprest et ses chansons sont évoqués dans quatre romans noirs de Roger Martin publiés par les Éditions du Seuil et Le Cherche midi pour le dernier titre : 
- Le G.A.L., l'égout (1996),
- Une affaire pas très catholique (1999),
- Un chien de sa chienne (2000),
- Les Ombres du souvenir (2010).

Son roman Jusqu'à ce que mort s'ensuive, paru en 2008, est dédié à Allain Leprest ainsi qu'à Romain Didier.

### Radio
- Les Mots d'Allain (53 min), documentaire diffusé sur France Culture